# 슈테파니 폰 호엔촐레른지크마링겐
슈테파니 폰 호엔촐레른지크마링겐(독일어: Stephanie von Hohenzollern-Sigmaringen, 포르투갈어: Estefânia de Hohenzollern-Sigmaringen 이스테파니아 드 오엔졸레른시그마린젱[*], 1837년 7월 15일 ~ 1859년 7월 17일)는 포르투갈의 페드루 5세 국왕의 왕비이다. 호엔촐레른의 카를 안톤과 바덴의 요제핀의 장녀로 태어났으며 루마니아의 카롤 1세 국왕의 누나, 루마니아의 페르디난트 1세 국왕의 고모이기도 하다.
1858년 5월 18일에는 리스본에서 포르투갈의 페드루 5세 국왕과 결혼했으나 1859년 7월 17일에 리스본에서 자녀 없이 디프테리아로 병사했다. 슈테파니의 시신은 리스본에 위치한 상비센트드포라 수도원의 브라간사 판테옹에 안치되었다. 슈테파니와 사별한 페드루 5세는 재혼하지 않았고 1861년에 콜레라로 사망하고 만다. 이에 따라 페드루 5세의 동생인 루이스 1세가 포르투갈의 왕위를 승계하게 된다.